# Eni Orlandi
Eni de Lourdes Puccinelli Orlandi (São Paulo, 1942) é uma letróloga brasileira, atuante no campo da linguística e professora universitária brasileira. No Brasil, ao final dos anos 70, foi pioneira na área da análise do discurso, com base nos trabalhos de Michel Pêcheux.

## Vida acadêmica
Possui graduação em letras pela Faculdade de Filosofia, Ciências e Letras de Araraquara (1964), mestrado em linguística pela Universidade de São Paulo (1970), doutorado em linguística pela Universidade de São Paulo e pela Universidade de Paris/Vincennes (1976).
Foi docente na USP de 1967 a 1979, onde ensinou filologia românica, linguística, sociolinguística e análise do discurso pedagógico. Transferiu-se para a Universidade de Campinas (Unicamp) em 1979, onde foi fundadora do Laboratório de Estudos Urbanos, que ainda coordena atualmente. Foi a partir desta instituição, no âmbito do Instituto de Estudos da Linguagem, que introduziu a análise do discurso no Brasil. Foi professora titular na Unicamp desde então até se aposentar, em 2002, mas continuou atuando na Unicamp como professora colaboradora e pesquisadora do Laboratório de Estudos Urbanos. É também professora titular e coordenadora do curso de mestrado em Ciências da Linguagem na Universidade do Vale do Sapucaí.
Orlandi publicou e/ou organizou mais de 35 livros (entre edições e reedições), sempre trabalhando com a teoria do discurso, aplicada a diversas áreas, como ensino, mídia, história e religião, entre outras.[carece de fontes?]
Em 1993 venceu o prêmio Jabuti em ciências humanas, com o livro As Formas do Silêncio.
Em 2010 foi a representante do governo brasileiro como membro da COLIP em reunião em Portugal, na CCPLP como perito em língua portuguesa junto ao corpo diplomático, assessorando diretamente a delegação do Itamaraty e Presidência da República Federativa do Brasil.

## Obras selecionadas
- 2012. Discurso e Leitura. 6a. ed. São Paulo: Cortez editora, 2012.
- 2012. Discurso em Análise: Sujeito, Sentido, Ideologia. Campinas: editora Pontes.
- 2011. Discurso, Espaço, Memória - Caminhos da identidade no sul de Minas. Campinas: editora RG. (org.).
- 2011. La construction du Brésil - á propos des discours français sur la découverte. Paris: L´Harmattan.
- 2011. Análise de Discurso Michel Pêcheux textos escolhidos. Campinas: Pontes. (org.).
- 2010. Discurso e Políticas Públicas Urbanas - A Fabricação do Consenso. Campinas: Editora RG.
- 2010. Gestos de Leitura. Campinas: Editora Unicamp (org.).
- 2009. O que é lingüística? (1a. edição: 1986, Ed. Brasiliense). 15. ed. São Paulo: Brasiliense.
- 2009. Língua Brasileira e outras Histórias - Discurso sobre a língua e ensino no Brasil. Campinas-SP: Editora RG, 2009.
- 2008. Discurso e texto: formação e circulação dos sentidos. 2a. ed. Campinas: Pontes, 2008.
- 2008. Terra à vista (1a. edição: 1990, Ed. Cortez/Ed. da Unicamp). 2a. ed. São Paulo/Campinas: Cortez/Unicamp.
- 2007. As Formas do Silêncio (1a. edição: 1992, Ed. da Unicamp; Prêmio Jabuti 1993). 6a. ed. Campinas-SP: Editora da Unicamp.
- 2007. Análise de discurso: princípios e procedimentos (1a. edição: 1990, Ed. Pontes). 2a. ed. Campinas: Pontes.
- 2007. Interpretação: autoria, leitura e efeitos do trabalho simbólico (1a. edição: 1996, Ed. Vozes). 2a. ed. Campinas: Pontes.
- 2007. Política lingüística no Brasil. Campinas - SP: Pontes Editores, 2007.
- 2007. Un dialogue atlantique: production des sciences du langage au Brésil. Lyon: ENS Éditions, 2007.
- 2006. A linguagem e seu funcionamento - As formas do discurso (1a. edição: 1983, Ed. Brasiliense). 4a. ed. São Paulo: Pontes Editores.
- 2006. Discurso e textualidade (com Suzy Lagazzi). Campinas-SP: Pontes Editores.